# Заварзін Андрій Микитович
Андрій Микитович Заварзін (1919—1995) — радянський військовий. Учасник Другої світової війни. Герой Радянського Союзу (1945). Полковник.

## Біографія
Андрій Микитович Заварзін народився 2 квітня 1919 року в селі Любимівка Богородицького повіту Тульської губернії РРФСР (нині селище Волівського району Тульської області Російської Федерації) у селянській сім'ї. Російська. Закінчив семирічну сільську школу. У 1935—1938 році навчався у 5-му Московському педагогічному училищі.
До лав Робочо-селянської Червоної Армії покликаний 25 серпня 1938 року. В серпні 1939 року закінчив 2-е Московське артилерійське училище, а жовтні 1940 року — Томське артилерійське училище. Служив командиром вогневого взводу в артилерійському полку 167-ї стрілецької дивізії Західного військового округу, потім був помічником начальника штабу полку з розвідки. Перед війною дивізія базувалася на Гомельщині Білоруської РСР. З початком Великої Вітчизняної війни, частина, у якій служив О. М. Заварзін, увійшла до складу 63-го стрілецького корпусу 21-ї армії Західного фронту. 26 липня 1941 року підрозділи дивізії зайняли оборонні позиції на рубежі Рогачов-Жлобін. Бойове хрещення Андрій Микитович прийняв на світанку 2 липня 1941 під містом Рогачовом в бою проти 3-ї танкової дивізії вермахту.
У період з 3 липня по 13 серпня 1941 року підрозділи 63-го стрілецького корпусу стійко утримували межі, але німцям вдалося прорватися на сусідніх ділянках, внаслідок чого корпус потрапив в оточення. З казана прорвалися лише окремі підрозділи. Серед тих, що вийшли з оточення, був і О. М. Заварзін. Після перевірки в органах НКВС у листопаді 1941 року його направили до 635-го стрілецького полку 143-ї стрілецької дивізії 13-ї армії Південно-Західного фронту, де його було призначено командиром взводу батареї 76-міліметрових знарядь. З листопада 1941 року 13-та армія вела оборонні бої на воронезькому напрямку, потім захищали рідні для Заварзіна місця Єфремов і Волово. З початком контрнаступу під Москвою частини 13-ї армії перейшли у наступ. Андрій Микитович брав участь у Єлецькій операції. З 24 грудня 1941 року у складі Брянського фронту брав участь у визволенні міста Лівни.
Весною 1942 року А. М. Заварзін був призначений командиром батареї 76-мм знарядь 635-го стрілецького полку. У короткий термін Андрій Микитович провів бойове навчання, зробивши свою батарею однією з найкращих у дивізії. Бійці Заварзіна відіграли важливу роль при відображенні великомасштабного німецького наступу, що почався 28 червня 1942 року (Воронежсько-Ворошиловградська оборонна операція). Батарея лейтенанта А. М. Заварзіна вже першого дня оборонної операції знищила до двох батальйонів ворожої піхоти. У критичний момент бою за село Ростані Лівенського району Орловської області при відбитті атаки чисельно переважаючих сил противника Андрій Микитович висунув свої знаряддя на пряме наведення і ураганним вогнем втік, знищивши до 150 солдатів і офіцерів вермахту. Усього за період з 28 червня по 10 липня 1942 року батарея Заварзіна знищила до 300 німецьких солдатів, 5 возів із боєприпасами та 10 автомашин з піхотою. На ділянці оборони 13-ї армії німцям не вдалося досягти значних успіхів. На початку 1943 року у ході з утриманих під Лівнами рубежів підрозділи армії перейшли у наступ у ході Воронезько-Касторенської операції.
13 березня 1943 13-а армія була включена до складу Центрального фронту і влітку 1943 брала участь у Курській битві. До цього часу Андрій Микитович пройшов шлях від лейтенанта до капітана і був призначений начальником артилерії 635 стрілецького полку 143 стрілецької дивізії. У битві на Курській дузі в ході оборонних боїв, а потім в Орловській стратегічній наступальній операції артилерія полку продемонструвала високу військову майстерність, а капітан О. М. Заварзін — вміле керівництво підрозділом та гарну організацію взаємодії артилерії зі стрілецькими підрозділами полку. Особливо артилеристи Заварзіна відзначилися в боях на захід від Малоархангельська за села Петрівка та Семенівка Малоархангельського району Орловської області. При прориві ворожої оборони вогнем полкової артилерії було придушено 10 вогневих точок супротивника і знищено до роти ворожої піхоти. Завдяки вмілим та злагодженим діям артилерійських батарей та стрілецьких підрозділів полк з мінімальними втратами опанував лінію німецьких траншів. 17 липня 1943 року в районі безіменної висоти за два кілометри на північ від села Семенівка противник тричі переходив у контратаку, але капітан Заварзін грамотно розставив артилерійські розрахунки і завдав йому серйозної шкоди. У ході подальшого наступу на кромському напрямку та у подальших діях дивізії у складі 60-ї армії під час Чернігівсько-Прип'ятської наступальної операції Андрій Микитович постійно перебував у бойових порядках піхоти та, пригнічуючи ворожі вогневі засоби, забезпечував просування вперед свого полку. 22 вересня 1943 року 143-а стрілецька дивізія форсувала Дніпро на північ від Києва і вела бої за утримання та розширення зайнятих плацдармів.
У жовтні 1943 року Андрій Микитович став командиром 1-го артилерійського дивізіону 287-го артилерійського полку 143-ї стрілецької дивізії, змінивши на цій посаді геройськи загиблого капітана Н. С. Прохоренко. 18 жовтня 1943 року в бою на правому березі Дніпра біля села Лапутьки Київської області О. М. Заварзін був поранений, але швидко повернувся до ладу. У ході Київської наступальної операції йому було надано військове звання майора. Звільняючи Правобережну Україну (Житомирсько-Бердичівська операція та Рівно-Луцька операція), О. М. Заварзін у складі свого підрозділу пройшов із боями понад 650 кілометрів. Особливо його артилеристи відзначилися у боях на підступах до міста Сарни та у вуличних боях за місто з 9 по 11 січня 1944 року. Майор А. М. Заварзін, перебуваючи в бойових порядках наступаючих частин Червоної Армії, вправно керував вогнем свого дивізіону, завдяки чому було завдано серйозної шкоди живій силі і техніці ворога. Дивізіон Заварзіна знищив за цей період 6 кулеметів, 2 артилерійські гармати, 4 візки з боєприпасами та до 80 солдатів та офіцерів ворога. Вогнем дивізіону було також придушено 2 мінометні батареї та пошкоджено бронепоїзд супротивника.
1 березня 1944 року 143-а стрілецька дивізія була включена до складу 77-го стрілецького корпусу 47-ї армії 2-го Білоруського фронту та брала участь у Поліській операції, під час якої вийшла на рубіж річки Тур'я, де перейшла до оборони. У квітні 1944 року 47-а армія була передана 1-му Білоруському фронту і влітку 1944 брала участь у Люблін-Брестській операції. У бою за місто Ковель майор А. М. Заварзін був поранений, але залишився у строю. З кінця літа 1944 року 47-а армія вела бої за визволення Польщі. Під час наступальних дій дивізії 1-й дивізіон 287-го артилерійського полку постійно перебував у першому ешелоні стрілецьких підрозділів та вогнем та колесами забезпечував їхнє просування до Вісли. У період з 15 серпня по 15 вересня 1944 року дивізіон знищив 23 кулеметні гнізда, 1 середній танк, 2 ДЗОТи і до 280 солдатів і офіцерів противника. Було придушено вогонь трьох артилерійських та шести мінометних батарей і до 15 кулеметів. Рішучими та умілими діями дивізіон майора Заварзіна сприяв успіху стрілецьких підрозділів при звільненні сильно укріпленого правобережного передмістя Варшави — Праги. У боях на Віслі у листопаді 1944 року Андрій Микитович був контужений, але до початку зимового наступу на Віслі вже був у строю.
У ході Варшавсько-Познанської фронтової операції, складової частини Вісло-Одерської стратегічної операції 143-ї стрілецької дивізії потрібно було прорвати оборону противника на правому березі річки на північ від Варшави, і форсувавши Віслу, спільно з частинами 1-ї армії Війська Польського звільнити столицю. Перед початком наступу майор Заварзін настільки грамотно і ефективно розташував знаряддя свого дивізіону, що під час артилерійської підготовки 15 січня 1945 в результаті створеного артилеристами вогневого валу вогневі засоби противника були повністю придушені. При цьому дивізіоном було знищено 8 кулеметів, 2 артилерійські та одна мінометна батареї, 2 бліндажі та до 40 солдатів та офіцерів вермахту. У створену бійцями Заварзіна пролом у німецькій обороні увірвалися штурмові загони дивізії, і переслідуючи ворога, що біжить, на його плечах по льоду форсували Віслу. Слідом за ними з двома батареями дивізіону на лівий берег річки першим у полку переправився майор Заварзін. Швидко встановивши знаряддя на вогневих позиціях, він сприяв відображенню контратаки супротивника. Надалі Андрій Микитович успішно керував діями дивізіону під час звільнення Варшави. У ході Східно-Помаранської операції він прокладав шлях стрілецьким підрозділам до Дойч-крони і разом із ними брав участь у штурмі міста.
Головний свій подвиг майор А. М. Заварзін здійснив у ході Берлінської стратегічної операції. При прориві німецької оборони в Померані в районі Целлина майор А. М. Заварзін організував штурмові групи і особисто керував ними. Вгризаючись у німецьку оборону, Заварзін зі своїми бійцями розхитував оборонні порядки супротивника на всю глибину і забезпечував просування стрілецьких підрозділів протягом усього від Одера до Берліна. У період з 15 по 27 квітня 1945 року штурмові групи під командуванням майора А. М. Заварзіна знищили 18 станкових кулеметів, 2 бронетранспортери, більше 120 солдатів і офіцерів противника, придушили вогонь 22 кулеметів, 5 знарядь, 7 руд. Під час ведення вуличних боїв у Шпандау Андрій Микитович силами розрахунків двох батарей дивізіону взяв у полон 218 солдатів ворога. Після взяття Берліна 8 травня 1945 року 47-а армія вийшла до річки Ельба на північний захід від Бранденбурга. Тут Андрій Микитович і зустрів перемогу. За зразкове виконання бойових завдань командування на фронті боротьби з німецькими загарбниками та виявлені при цьому відвагу та геройство указом Президії Верховної Ради СРСР від 31 травня 1945 року майору Заварзіну Андрію Микитовичу було надано звання Героя Радянського Союзу.
У червні 1946 року майор О. М. Заварзін звільнився у запас. Жив у місті Саратові. Працював на Саратовському театрально-виробничому комбінаті. У 1947—1949 роках був завідувачем відділу Баландинського райкому партії Саратовської області. У зв'язку з загостренням обстановки на Корейському півострові у жовтні 1949 року Андрій Микитович знову покликали на військову службу. Закінчив Вищу офіцерську артилерійську школу у Ленінграді. З 1956 полковник А. М. Заварзін у запасі. Жив у місті Черкаси Української РСР. Працював інструктором спочатку міського, а згодом обласного комітетів Комуністичної партії України. 1963 року заочно закінчив вищу партійну школу ЦК КПРС. З 1971 по 1979 рік О. М. Заварзін керував Черкаським комбінатом шовкових тканин.
Помер 9 травня 1995 року. Похований у місті Черкаси (Україна).